# Růst

vývin a růst plodu jahodníku obecného

Růst je zvětšování množství hmoty a velikosti organismu. Je jedním z hlavních projevů života (dle FAO).
Za růst není považována změna hmoty a velikosti, nezpůsobená činností metabolismu, například bobtnání semen nasáváním vody. Takovéto změny provádějí i mrtvé organismy.
Velikost organismu (druhu) bývá geneticky podmíněná, a proto přibližně určená. U některých organismů probíhá po celý život (tzv. neomezený růst, např. ryby), jindy jen po část života (ptáci, savci). Je několik způsobů, jak lze růstu docílit: buď zvyšováním počtu buněk dělením (počet buněk se u člověka v období od novorozence k dospělci třicetkrát zvýší), nebo růstem buněk stávajících, případně zvyšováním obsahu mezibuněčné hmoty.
Výrazný růst populace mnohonásobným dělením buněk se nazývá proliferace.

## Růst člověka
Růst člověka (lidský růst) se uskutečňuje již v prenatální fázi (období od oplození po porod), pokračuje pak až do dosažení dospělé výšky. Růst zpravidla končí u dívek mezi 16.–17. rokem, u chlapců mezi 19.–21. rokem. V tempu růstu u chlapců a dívek existují určité rozdíly: zatímco v prvních 7 měsících života rostou rychleji chlapci, v dalším období až do čtyř let je tomu opačně. Pak se růst vyrovnává. Do puberty sice vstupují dívky zpravidla s nižší výškou, ale v prvních letech puberty chlapce přerůstají. Nakonec však vyšší průměrné výšky dosahují muži.

### Poruchy růstu
Poruchy růstu jsou stavy, které zabrání kojencům, dětem a mladistvým růst očekávanou rychlostí. To může mít za následek takový stav, kdy dítě nezískává tělesnou výšku a hmotnost normální rychlostí a jeho kosti nedosáhnout při růstu pevnosti. Jednou z nejčastějších příčin poruch růstu je nedostatek zvláštní chemické látky v těle, která růst kontroluje. Tato chemická látka se nazývá růstový hormon (můžete také vidět tento název zkrácený na GH). Když jsme kojenci, děti a potom mladiství v pubertě, spoléháme se na to, že tento hormon nám pomůže, abychom vyrostli vysocí a silní. I když už jsme dospělí a růst jsme přestali, je růstový hormon stále důležitý, protože stejně řídí řadu jiných funkcí.